# موتور الله بخش
موتور الله بخش (بالإنجليزية: Mowtowr-e Allah Bakhsh, Chabahar)‏ هي منطقة سكنية تقع في سيستان وبلوتشستان في إيران. يقدر عدد سكانها بـ 57 نسمة .